# Antonie Strassmann
Antonie Strassmann (* 14. April 1901 in Berlin; † 9. Januar 1952 in New York) war eine deutsche Schauspielerin und Sportfliegerin mit Kunstfluglizenz.

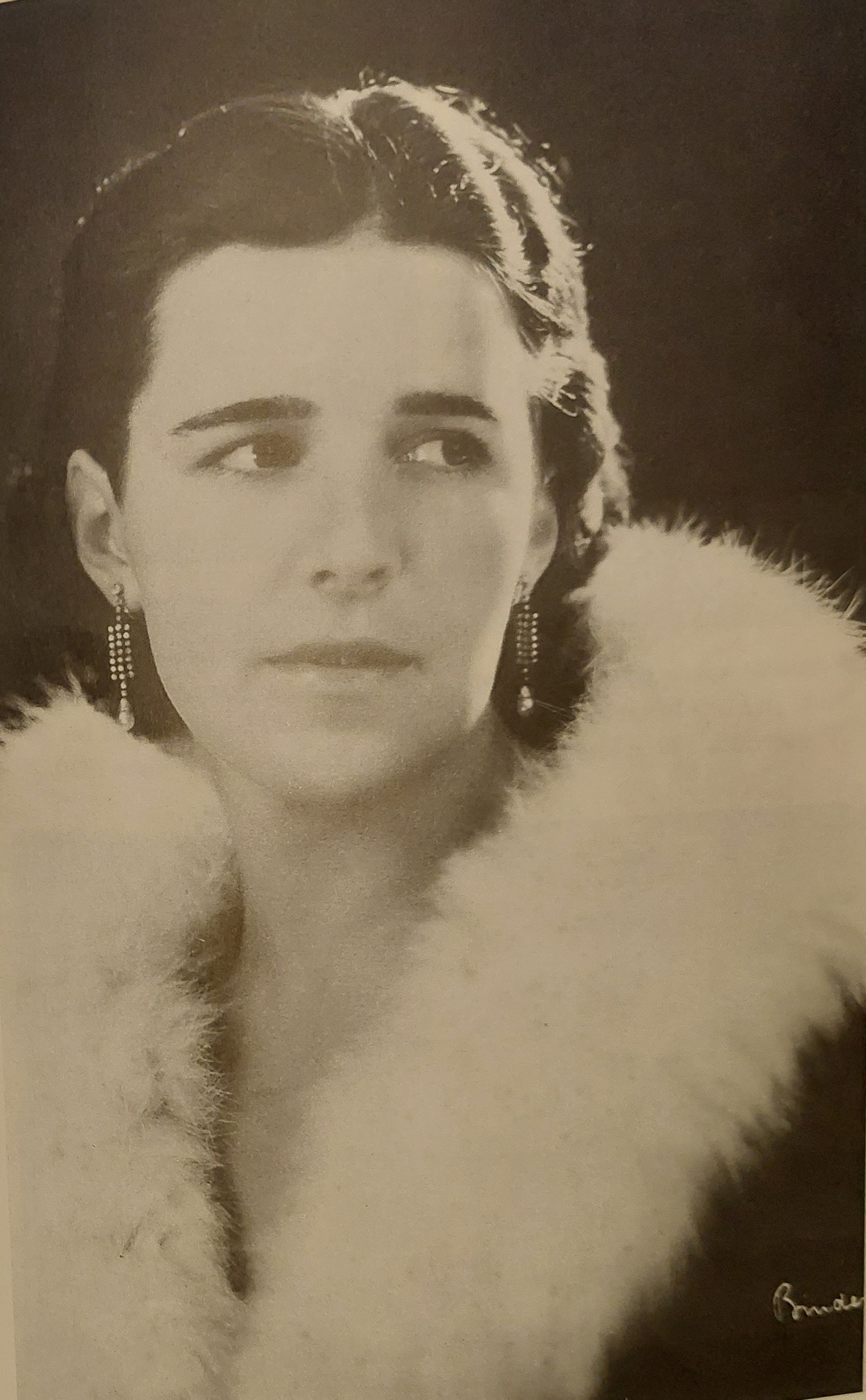
Alexander Binder: Antonie Strassmann

## Leben
Mit zwei Brüdern und einer Schwester wuchs Antonie Strassmann in der Schumannstraße 18 in Berlin auf. Ihre großbürgerliche Familie um ihren Vater Professor Paul Strassmann (1866–1938), renommierter Gynäkologe mit eigener Klinik in Berlin, war durch ihn patriarchalisch geprägt. Für ihren jüdischen Vater, der 1895 zum evangelischen Glauben konvertierte, deutschnational und gesellschaftsbewusst dachte, war ihr Wunsch nach einer Karriere als Schauspielerin, den sie ihm im Alter von 16 Jahren unterbreitete, ein Novum. Doch seine sportlich in vielen Disziplinen aktive  Tochter setzte sich trotzig gegen ihn durch.
Schon 1920 feierte sie Erfolge als Maria Stuart (Schiller), Iphigenie auf Tauris (Goethe) und 1921 als Judith (Hebbel) an der Seite von Paul Wegener. Unterbrochen durch sehr dramatische Wendungen in ihrem privaten Leben setzte sie die erfolgreiche und gefeierte Bühnenkarriere bis 1930 fort.
Die Liste ihrer schon früh ausgiebig betriebenen Sportarten reichte von Turnen, Schwimmen, Bergsteigen und Skifahren bis hin zum Reiten, Eislauf und Boxen. Diese Sportarten werden von einigen Leuten als ein wenig exzentrisch und, besonders beim Boxen, als modisch im Trend der „Neuen Frau“ betrachtet. Sie befand sich damit in der Gesellschaft von Frauen wie Vicky Baum, Leni Riefenstahl und Marlene Dietrich.
Erste Berührung mit der Fliegerei bekam sie durch ihren Bruder Erwin. Der Leutnant der Luftschiffertruppe im Ersten Weltkrieg und Ballonfahrer stellte wohl die Weiche für ihre Sportfliegerleidenschaft. Am 25. Februar 1928 hatte sie ihren Pilotenschein in der Tasche und wenige Monate später auch ihre Kunstflugberechtigung. Bald sah man sie auf den vielen Flugtagen hinter dem Steuerknüppel und als sportlich-elegante Freundin populärer Zeitgrößen. Der preußische Kronprinz, Schauspieler Rudolf Forster und Ernst Udet wechselten sich in dieser Reihenfolge als Liebhaber ab. Strassmann gehörte zum kleinen Kreis deutscher Pilotinnen wie Marga von Etzdorf, Thea Rasche oder Elly Beinhorn, die immer häufiger in der Presse Erwähnung fanden. Sie war Besatzungsmitglied des Flugschiffes Dornier DO-X (D-1929) im Mai 1932 bei der Atlantiküberquerung.
Ab 1930 hielt sie sich häufig in den USA auf. Bereits nach kurzer Zeit, Ende 1931, erhielt sie Visum und Quotennummer, um legal in die Vereinigten Staaten zu immigrieren. Sie nahm ihren Wohnsitz in New York. Am 19. Mai 1932 ergriff sie die Chance, mit der Dornier Do X nach Europa zu fliegen.  Journalistisch ambitioniert, verfasste sie nach ihrer Landung auf dem Berliner Müggelsee ausführliche Beschreibungen des Überfluges. Ihr letzter großer Flug mit einem Leichtflugzeug führte sie 1932 über 3000 km die Ostküste Südamerikas hinunter.
In New York entdeckte sie ihren Geschäftssinn und betätigte sich bis Mitte der 1930er Jahre als Beraterin und Repräsentantin im Technologietransfer zwischen deutschen und amerikanischen Flugzeugherstellern wie Junkers, Messerschmitt, Siemens oder Bendix und Goodyear. Als weiterhin erfolgreiche Geschäftsfrau profitierte sie auch besonders von der Freundschaft mit dem Präsidenten von Zenith Electronics, Commander Eugene F. McDonald, dem Erfinder des Radio-Weltempfängers. Sie erlag 1952, im Alter von 51 Jahren, ihrem langjährigen Krebsleiden. Der Leichnam wurde im römisch-katholischen Friedhof von White Plains, New York beigesetzt. Auf dem Friedhof Berlin-Wannsee am Ehrengrab ihres Vaters Paul Straßmann befindet sich ein Gedenkstein.

## Filmografie
- 1929: Die Ehe (Stummfilm mit Lil Dagover, Gustav Diessl, Maria Matray, Livio Pavanelli, Daisy Spies, Ernst Stahl-Nachbaur, Max Terpis, Hertha von Walther und Hanna Waag).